# Senterej

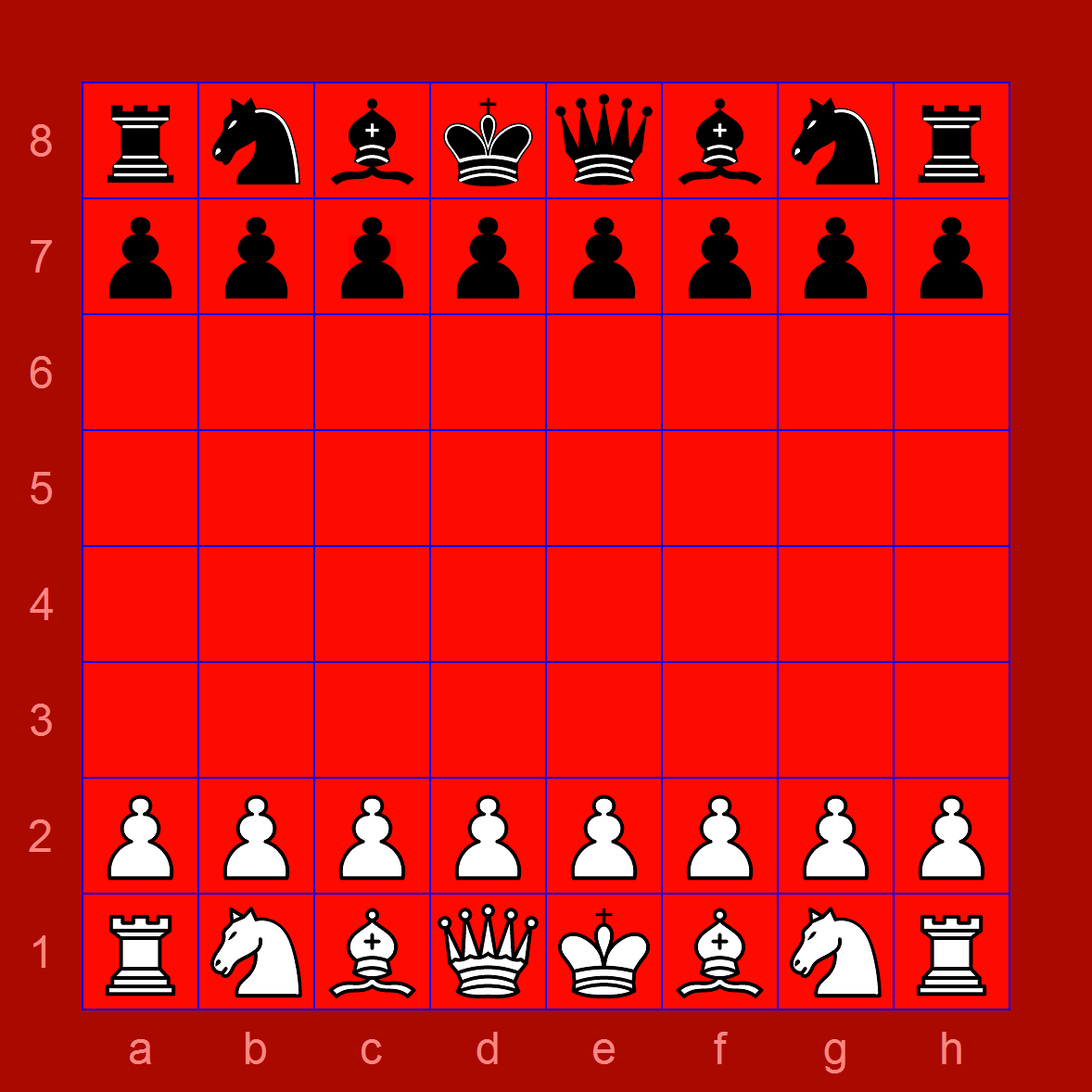
Posição inicial do Senterej, cada rei se encontra do lado direito do firz

Senterej (em amárico ሰንጠረዥ,  sänṭäräž), ou xadrez etíope, é uma variante regional de xadrez jogado tradicionalmente na Etiópia. É o último descendente do xatranje ainda jogado popularmente. O santerej tem uma ampla gama de posições iniciais, o que deixa impraticável a memorização de aberturas.

## Regras
O tabuleiro não tem o tradicional xadrez em preto e branco, sendo meramente divido em casas da mesma cor, mas tem as mesmas dimensões do xadrez internacional. Geralmente é um pano vermelho, demarcado por linhas azuis ou pretas.

### Peças
- Cada rei (negus) se dispõe a direita das linha centrais na perspectiva do jogador. Move-se uma casa em cada direção assim como o rei do xadrez.
- A esquerda do rei se encontra o firz, movendo-se uma casa em cada diagonal (uma fonte aponta que a peça se move uma casa em todas as direções mas somente captura diagonalmente. Devem existir variações regionais).
- Nos flancos do rei e do firz se dispõe uma peça chamada elefante (saba). Move-se diagonalmente, mas duas casas por vez, nem mais nem menos.
- Ao lado dos elefantes se encontram os cavalos (feresenya), e tem o mesmo movimento dos cavalos no xadrez.
- Nos cantos se dispõem as torres (der), e se movimentam da mesma maneira que as torres do xadrez.
- Na segunda fileira é enfileirado os peões (medeq), que se movimentam uma casa a frente e capturam uma casa diagonalmente, tal como no xadrez. Não existe a possibilidade de pular duas casas por vez no primeiro movimento, e consequentemente nem o en passant. Um peão que chega na última fileira é promovido a firz (uma fonte diz que ele pode ser trocado por qualquer peça perdida)

### Modo de jogo
No Senterej ambos os jogadores começam jogando ao mesmo tempo sem se importarem com os turnos. A etapa antes da primeira captura é chamada "mobilização" ou "ordenação", ou werera em amárico. Os dois jogadores movem as peças quantas vezes quiserem independente de quantidade de movimentos do adversário. Nessa etapa cada jogador avalia a disposição tática do oponente, e podem desfazer e substituir suas jogadas se acharem mais adequado estrategicamente. O jogo apenas começa a ter turnos depois da primeira captura.
As partidas tem grande importância social, com os jogadores chamando a atenção dos outros para demonstrarem táticas e se exibirem com grandes jogadas. É comum espectadores darem seus palpites. 
As regras e etiquetas do xadrez etíope quanto ao xeque-mate são inúmeras. Executar o mate com uma torre ou cavalo é considerado não artístico. Dar o golpe final com um firz ou elefante é mais respeitável; com uma combinação de peões ainda mais digno de louvor. Quando o rei se encontra sozinho no tabuleiro o xeque-mate é proibido. Um rei com apenas uma peça dando cobertura (peões não são levados em conta) só pode sofrer mate depois que a peça for movida sete vezes.